# Aero A-18
Aero A-18 byl jedinou sériově vyráběnou stíhačkou firmy Aero, továrna letadel, dr. Kabeš, Praha-Vysočany. Tento dvouplošník smíšené konstrukce byl dovršením linie stíhaček Aero Ae-02 a Aero Ae-04.

## Vznik a vývoj

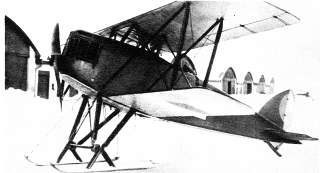
Aero A-18 na lyžích

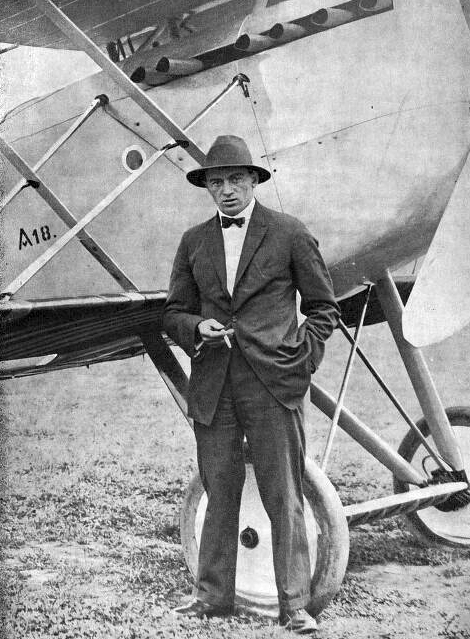
Šéfpilot Josef Novák a Aero A-18

V první polovině roku 1923 přesídlila firma Aero do vlastních budov ve Vysočanech a zaměstnávala na 450 dělníků a 60 úředníků. Toho roku představila stíhací letoun Aero A-18.
Tento malý a vysoký letoun byl přezdíván „špaček“. Prototyp byl zalétán v první polovině března 1923. Malý letoun měl smíšenou konstrukci tzn. trup z ocelových trubek a křídla s dřevěnou kostrou. Motor byl řadový, vodou chlazený šestiválec BMW IIIa o výkonu 136 kW/185 k, který později v licenci vyráběla společnost Walter pod označením Walter-III. Výzbroj tvořily na trupu 2 kulomety Vickers.

Letoun byl světové veřejnosti představen na mezinárodní letecké výstavě ve švédském Göteborgu ve dnech 22.7. - 14.8.1923. Letoun byl do Göteborgu přepraven po železnicí.

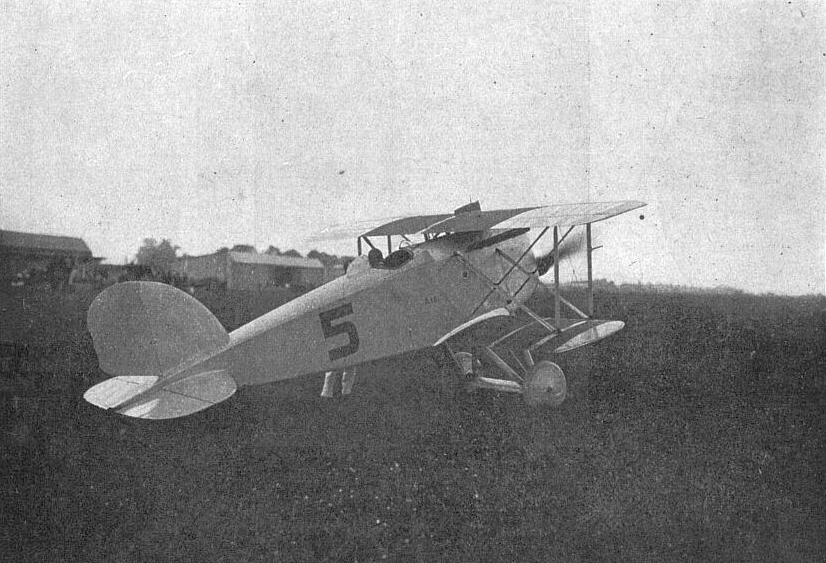
Aero A-18 a pilot Jan Novák vítězí 7. září v II. závodu v rychlosti o cenu presidenta republiky (1924)

Chladič letounu Aero A-18 se jako technický unikát zachoval a je dnes zabudován v rekonstruovaném letounu, vystavovaném v leteckém muzeu v Praze Kbelích. Letoun vznikl na základě tovární dokumentace a původních dílů v letech 1985–1986 v Leteckých opravnách Trenčín. Letoun nese označení Leteckého pluku 2.
V prototypu zůstal následovník, cvičný/stíhací Aero A-19 1925), který vyšel z konstrukce A-18 a měl být poháněn šestiválcovým řadovým motorem Praga Perun I z továrny Breifeld & Daněk (1923) o výkonu 136 kW (185 k). Mimo výkonu i ostatními parametry (vrtání/zdvih, objem, komprese) se tento motor nápadně podobal motoru BMW IIIa. S prototypem šéfpilot Novák získal národní výškový rekord s nákladem 250 kg.

## Popis letounu
Aero A-18 byl jednomotorový, jednomístný vzpěrový dvouplošník s nestejným rozpětím křídel. Potah dřevěných křídel, pohyblivých i pevných ocasních ploch byl tvořen plátnem. Trup letounu byl svařen z ocelových trubek a potažen překližkou a plátnem. Kokpit pilota byl otevřený, chráněný pouze větrným štítkem. Pro případ havárie a překlopení byla zadní část pilotního prostoru chráněna pyramidou. Krycí plechy šestiválcového řadového motoru byly z duralu. Pevný kolový podvozek byl odpružen gumovými provazci a vzadu byla pevná ostruha. Motor poháněl pevnou, dřevěnou dvoulistou vrtuli. U letounu A-18 byla udávána hodnota zatížení k výkonu motoru 4,6 kg/k a spotřeba paliva při cestovní rychlosti ca 38 kg/h.
Jednalo se o stroje s výbornou obratností a vyhovující max. rychlostí 229 km/h. Tyto vlastnosti předurčily letoun pro využití při konstrukci závodních strojů Aero A-18b a A-18c.

U letounu verze A-18c byl namontován speciální chladič z měděných trubiček, který byl „rozmístěn“ po horní ploše obou křídel. Díky této důmyslné konstrukci chladič nijak nerušil čisté linie draku letounu. U letounu A-18b byla udávána hodnota zatížení k výkonu motoru 3,07 kg/k.

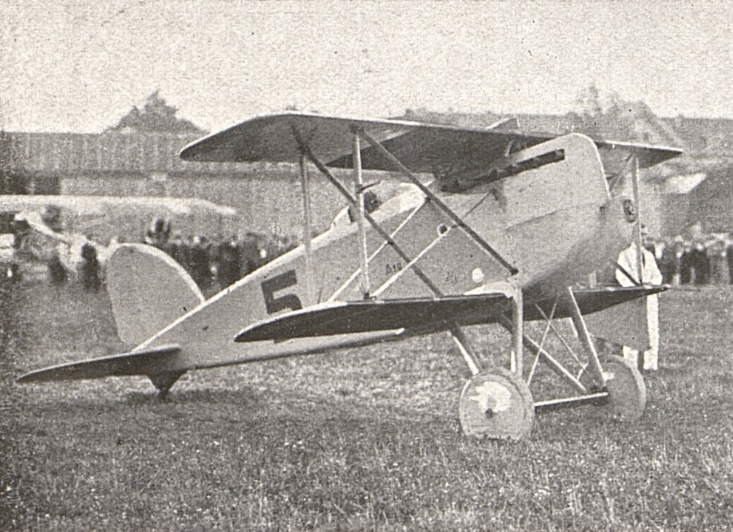
Aero A-18c (1924)

## Použití
Po záletu v březnu 1923 objednalo Ministerstvo národní obrany (MNO) 20 sériových letounů. Československé stíhací letectvo začalo přebírat leteckými útvary první vyrobené stroje v roce 1924. Aera A-18 se v provozu celkem osvědčila, ale měla poměrně velký počet nehod, přičemž jejich slabinou byl příliš vysoký a úzký podvozek. Letové vlastnosti však byly vcelku dobré.
V červenci roku 1923 se 5 letounů Aero A-18 zúčastnilo I. ročníku rychlostních závodů o cenu prezidenta republiky. V hlavní kategorii závodu zvítězil upravený „speciál“ označený Aero A-18b s nímž, šéfpilot Josef Novák dosáhl rychlosti 230 km/h. Druhý v tomto závodě skončil kpt. V. Černý s neupravenou, základní verzí A-18, ze které byla sejmuta pouze výzbroj, a dosáhl rychlosti 224,4 km/h. V říjnu téhož roku se dva stroje účastnily etapového letu do Paříže spolu se dvěma Aviemi BH-3 a jedním Letovem Š-1. Tato eskadrila startující z leteckého učiliště v Chebu byla tvořena celkem 5 letouny. Doprovázela prezidenta T. G. Masaryka na jeho první oficiální návštěvě Francie, Belgie a Anglie.

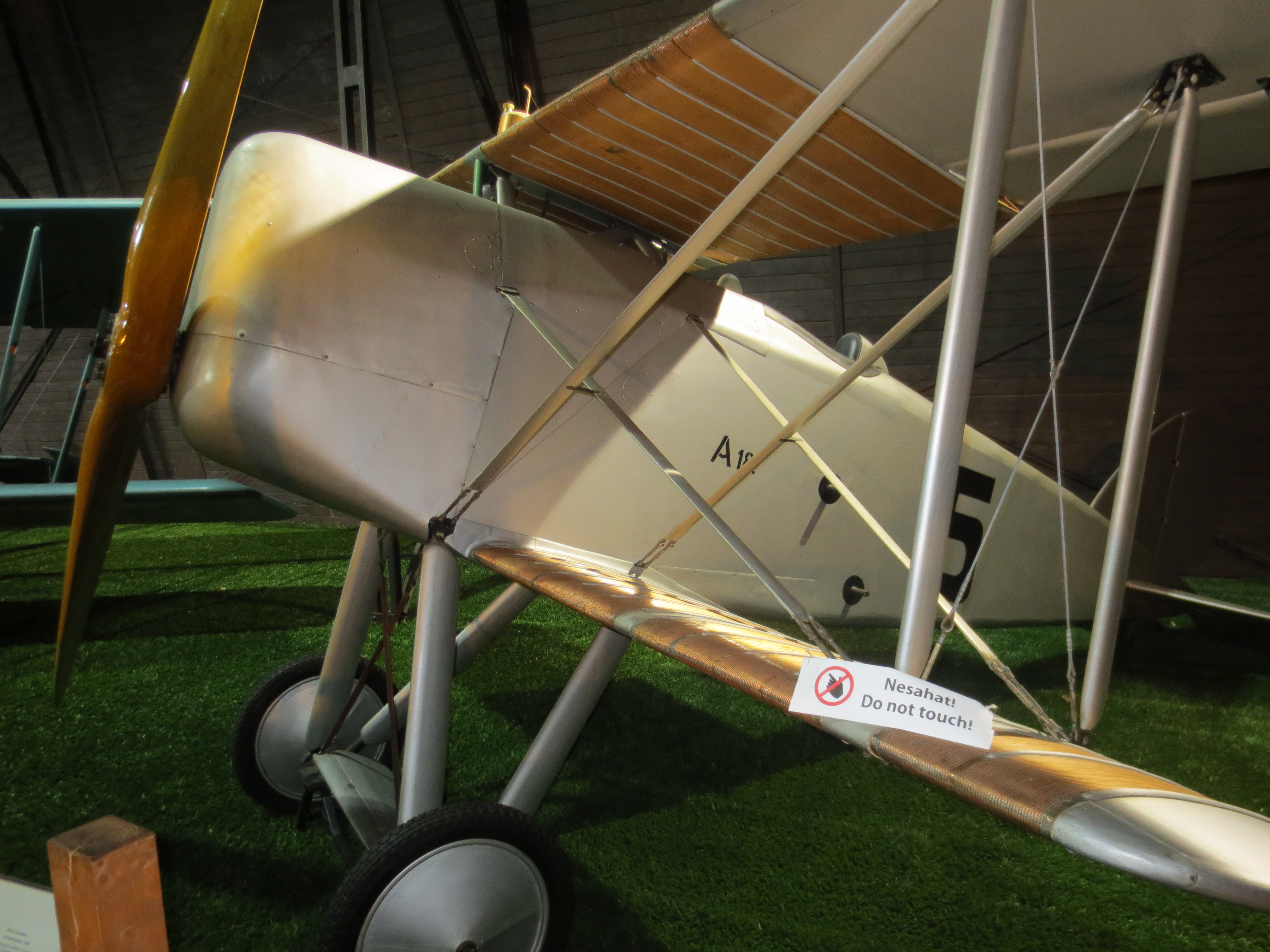
Aero A-18c v Leteckém muzeu Kbely (2019)

Pro druhý ročník rychlostního závodu o cenu prezidenta republiky (září 1924) připravila továrna Aero aerodynamicky dále zlepšený typ Aero A-18c. Poháněl jej speciálně upravený motor Walter W-IV (licence BMW IV) o výkonu 220 kW/300 k (tato verze motoru byla označena jako Walter W-300) a především byl vybaven povrchovým chladičem rozprostřeným na zkrácených křídlech, takže splynul s povrchem letounu a nezvyšoval čelní odpor vzduchu. Ve zmiňovaném závodě opět zvítězil šéfpilot Josef Novák v čase 45:33,2 min. a dosáhl rychlosti 263,427 km/h. Reportáž v magazínu Světozor uváděla, že vítězný letoun byl ještě typu Aero A-18b, avšak s motorem Walter 300 HP (neboli varianta typu W-IV se zvýšeným nominálním výkonem z 280 na 300 k).
Tyto letouny rovněž dosáhly tří národních výškových rekordů. Šéfpilot továrny Aero Josef Novák vytvořil 21. března 1925 s letounem Aero Ae-18 čs. národní výškový rekord, když dosáhl výšky 8651 m, aby jej na stejném stroji ale s motorem Walter W-IV 14. května pokořil novou hodnotou 9140 m.

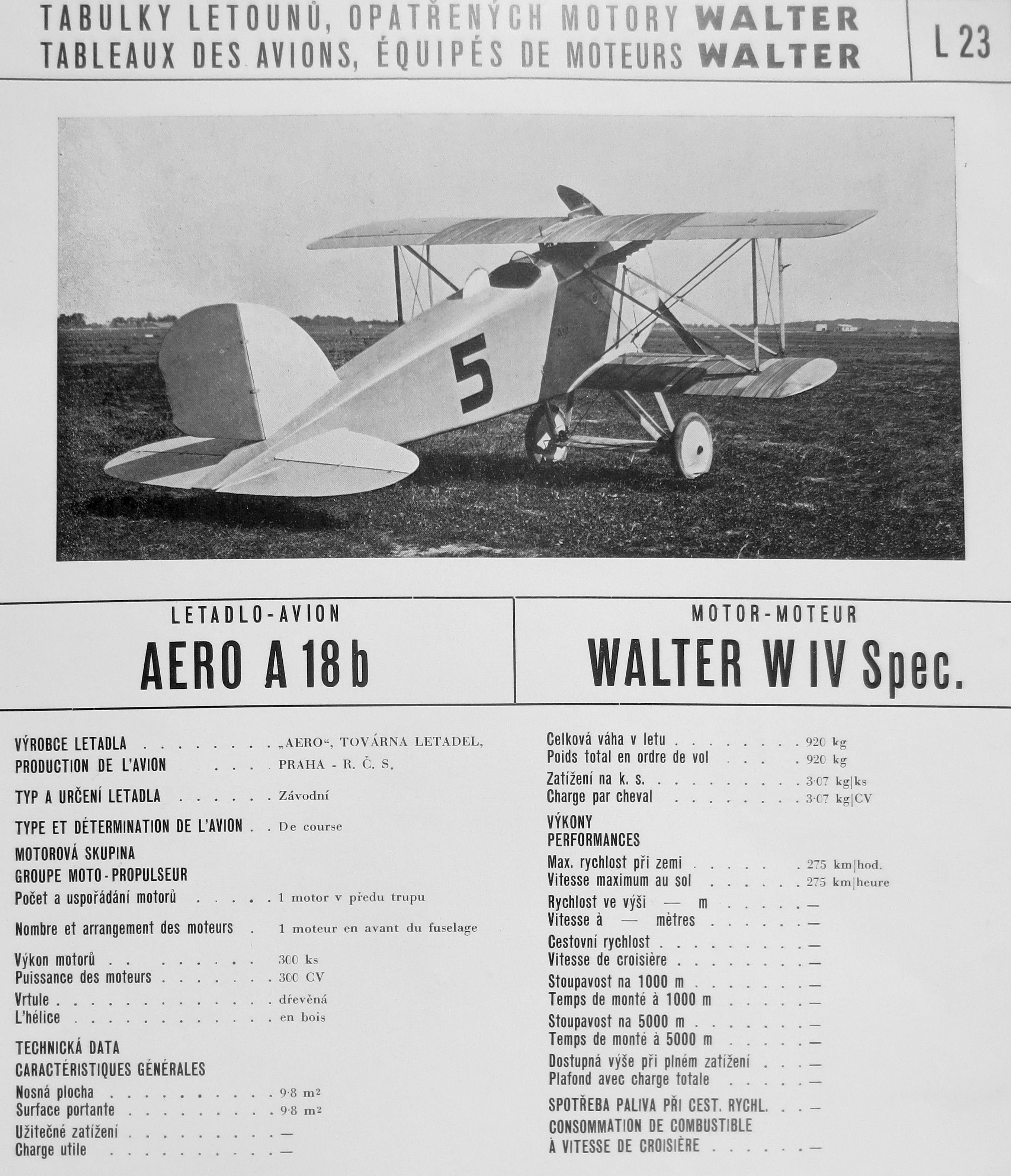
Aero A-18b s motorem W-IV spec.(1924)

## Specifikace (Aero A-18)

Třípohledový nákres A-18

Údaje podle

### Technické údaje
- Osádka: 1 (pilot)
- Délka: 5,90 m (A-18), 6,20 m (A-18 b/c)
- Rozpětí: 7,60 m (A-18), 5,70 m (A-18 b/c)
- Nosná plocha: 15,90 m2 (A-18), 9,84 m2 (A-18 b/c)
- Plošné zatížení: 54,2 kg/m2 (A-18)
- Prázdná hmotnost: 637 kg (A-18), 650 kg (A-18 b/c)
- Vzletová hmotnost: 862 kg (A-18), 920 kg (A-18 b/c)
- Pohonná jednotka:
  - 1× kapalinou chlazený šestiválcový řadový motor Walter W-III (BMW IIIa) pro A-18[p 1],
  - 1× kapalinou chlazený šestiválcový řadový motor Walter W-IV (BMW IV) pro A-18b[p 2]
  - 1× kapalinou chlazený šestiválcový řadový motor Walter W-300/W-IV spec. pro A-18c
- Výkon pohonné jednotky:
  - jmenovitý, nominální: W-III 136 kW (185 k), W-IV 176 kW (240 k), W-300 176 kW (240 k)
  - vzletový, maximální: W-III 147 kW (200 k), W-IV 206 kW (280 k), W-300 220 kW (300 k)

### Výkony
- Maximální rychlost: 229 km/h (A-18), 275 km/h (A-18 b/c)
- Cestovní rychlost: 195 km/h
- Dostup: 9 000 m
- Stoupavost: výstup do výše 5 000 m za 8,5 minuty
- Dolet: 400 km

### Výzbroj
- 2× synchronizovaný kulomet Vickers vz. 9, ráže 7,7 mm (500 nábojů)